# Cryptanura mexicana
Cryptanura mexicana là một loài tò vò trong họ Ichneumonidae.